# Umjetnička instalacija
Umjetnička instalacija je u likovnoj umjetnosti trodimenzionalno umjetničko djelo. Instalacija označava vrstu vizualne umjetnosti koja je razvijena u svom sadašnjem obliku tijekom ranih 1970-ih godina.
Žanr sadrži široki raspon svakodnevnih i prirodnih materijala i novih medija kao što su primjerice video, zvuk, performanse, virtualna stvarnost i internet.